# Ouilly-le-Tesson
Ouilly-le-Tesson település Franciaországban, Calvados megyében. Lakosainak száma 561 fő (2022. január 1.). Ouilly-le-Tesson Estrées-la-Campagne, Olendon, Rouvres, Sassy és Soumont-Saint-Quentin községekkel határos.

## Népesség
A település népességének változása:
| Lakosok száma | 466  | 507  | 523  | 525  | 565  | 590  | 591  | 570  | 572  | 561  |
|               | 1968 | 1982 | 1990 | 2006 | 2013 | 2015 | 2017 | 2019 | 2020 | 2022 |